# Kopanjek
Kopanjek, rijeka u Podravini, pritok Drave; duga je 25,5 km, porječje obuhvaća 323,9 km².

## Opis
Nastaje od potoka Kozarevac i Katalena, koji izviru na sjeveroistočnim padinama Bilogore. U Dravu se ulijeva oko 5 km sjeveroistočno od Pitomače. Kanalizirana je.